# Un caprice de Caroline chérie
Cet article possède un paronyme, voir Caroline chérie.
Série
Caroline chérie
(1951) Le Fils de Caroline chérie
(1955)
Pour plus de détails, voir Fiche technique et Distribution.
Un caprice de Caroline chérie est un film français réalisé par Jean Devaivre en 1952, sorti en 1953.

## Résumé
Caroline ayant traversé sans trop de dommages la Révolution, est devenue la femme de Gaston de Sallanches qui tient garnison à Côme. Légère et insouciante, Caroline a remarqué le beau danseur Livio. La ville se soulève contre les Français et le général et sa femme trouvent asile chez une comtesse italienne à qui Gaston fait un doigt de cour. Furieuse, Caroline prend la fuite et rejoint Livio, chef des insurgés. Les troupes françaises reprennent en main la situation, Gaston récupère Caroline et, constatant que rien n'a été accordé à son rival, il fait grâce à ce dernier.

## Fiche technique
- Réalisation : Jean Devaivre
- Collaboration à la mise en scène : Michel Boisrond
- Scénario : D'après le roman de Cécil Saint-Laurent
- Adaptation : Cécil Saint-Laurent, Jean Anouilh
- Dialogues : Jean Anouilh
- Décors : Jacques Krauss, assisté de Roger Briaucourt, Robert Turlure et François Sune
- Costumes : Victor Noeppel, Marie-Ange
- Photographie : André Thomas
- Opérateur : Jacques Ripouroux
- Son : Tony Leenhardt
- Montage : Raymond Lamy
- Musique : Georges Van Parys
- Script-girl : Madeleine Santucci
- Maquillage : Maguy Vernadet, Carmen Brel
- Coiffures : Simone Knapp, Jean Lalaurette, Joseph Puverel
- Régisseur général : Irénée Leriche, assisté de Hubert Mérial
- Ensemblier : Robert Turlure
- Photographe de plateau : Léo Mirkine
- Conseiller technicolor pour les images : Joan Bridges
- Sociétés de production : Société Nouvelle des Établissements Gaumont, Cinéphonic
- Producteur délégué : Alain Poiré
- Chef de production : François Chavanne
- Directeur de production : Robert Sussfeld
- Distributeur : Gaumont
- Tournage du 9 juin au 30 août 1952 dans les studios de Boulogne
- Pays :  France
- Format :  couleur par Technicolor - 1,37:1 - 35 mm - Son mono
- Enregistrement Optiphone, système sonore Western Electric
- Genre : Aventure
- Durée : 98 minutes
- Date de sortie : 
  - France-  06 mars 1953
- Visa d'exploitation : 12916

## Distribution
- Martine Carol : Caroline de Sallanches, épouse de Gaston
- Jacques Dacqmine : Le général Gaston de Sallanches
- Jean-Claude Pascal : Livio, le danseur et chef des insurgés
- Denise Provence : La comtesse Lélia
- Jean Tissier : Le trésorier-payeur
- Jean Paqui : Cépoys
- Jacques Dufilho : Giuseppe, un domestique de la comtesse
- René Mazé : Un tambour
- Marthe Mercadier : Ida
- Mady Berry : La marquise de Monterone
- Claire Maurier : Jeannette, la servante de Caroline
- Véra Norman : Paolina
- Christine Carrère : Chekina, la camériste de la comtesse
- Luce Fabiole : La belle-fille de la marquise
- Gil Delamare : Le capitaine Verdier, aide de camp du général
- François Nadal Lambert
- Alexandre Rignault : La brute
- Pierre Duncan : Un soldat
- Bernard Musson : Un révolutionnaire italien
- André Dumas
- Jacques Ciron
- Bernard Farrel
- Le club des casse-cou
- Les ballets de l'opéra

## Autour du film
Ce film est la suite de Caroline chérie, réalisé par Richard Pottier en 1951.
Jean-Devaivre réalisera aussi :
- Le Fils de Caroline chérie en 1954, avec Jean-Claude Pascal (dans un rôle différent que celui qu'il interprétait dans l'opus précédent), Jacques Dacqmine, Sophie Desmarets, Magali Noël et Brigitte Bardot... mais sans Martine Carol, le personnage de Caroline n'apparaissant à aucun moment dans l'intrigue.